# Vicente Ramos Cecilio
Pour les articles homonymes, voir Vicente Ramos et Ramos.
Vicente Ramos Cecilio, né le 18 mars 1947, à Ciudad Rodrigo, en Espagne, est un ancien joueur espagnol de basket-ball. Il évolue durant sa carrière au poste de meneur.

## Palmarès
- Finaliste du championnat d'Europe 1973
- Coupe des clubs champions 1974, 1978
- Coupe intercontinentale 1976, 1977, 1978